# Selina Gadient
Selina Gadient (9 novembre 2002) è una sciatrice alpina svizzera.

## Biografia
Attiva in gare FIS dal novembre del 2018, Selina Gadient ha esordito in Coppa Europa il 23 gennaio 2020 a Hasliberg in slalom speciale, senza completare la prova. È inattiva dal dicembre del 2022; non ha debuttato in Coppa del Mondo e non ha preso parte a rassegne olimpiche o iridate.

## Palmarès

### Campionati svizzeri
- 2 medaglie:
  - 2 bronzi (slalom speciale nel 2020; slalom speciale nel 2021)